# Dragonball Evolution (videojuego)
Dragonball Evolution es un videojuego de lucha con gráficos 3D, programado por la empresa Dimps para la consola portátil PSP de Sony, basado en la película Dragonball Evolution, estrenada en cines en la primera mitad del año 2009. El videojuego salió a la venta cuando la película se retiró de las salas de cine debido a las fuertes críticas negativas.

## Modos de juego y luchadores disponibles
- Modo historia: El jugador toma el control de Goku, siguiendo la trama de la película, con algunas pequeñas diferencias, pero de idéntica conclusión. El planteamiento de juego es muy convencional: cuadros de texto e imágenes estáticas para desarrollar la historia, con combates 1 vs 1.
- Modo supervivencia: Este modo se desbloquea al concluir el anterior. También es muy típico en el género: luchar contra adversarios uno detrás de otro hasta que el jugador se quede sin vida en el marcador.
- Modo misiones: En este modo se proponen 50 combates que hay que ganar cumpliendo condiciones (usar determinados ataques, no recibir daño, usar solo llaves, etc).
- Modo entrenamiento: Aquí el jugador puede practicar con los luchadores para aprender a controlarlos.
- Modo Arcade: Un clásico en el género. El jugador selecciona un luchador y debe avanzar por seis escenarios hasta llegar al jefe final (Piccolo). Se pueden escoger el número de rondas, dificultad y tiempo límite.

La cifra de luchadores es de once, los mismos que aparecen en la película: Goku, Gohan (abuelo), Bulma, Chi-Chi, Yamcha, Roshi, Mai, Fu Lum, Oozaru, Piccolo y Neo Piccolo (versión más poderosa de Piccolo, que se desbloquea al concluir el "Modo historia").

## Crítica
La película original obtuvo unas muy malas críticas, pero el videojuego oficial tuvo muchas peores. La revista española Meristation le otorgó una nota de 1/5 (Pésimo) al videojuego, destacando como único punto positivo "Que Toriyama haya renegado de este aborto de videojuego". Los aspectos más criticables han sido su absurda baja dificultad (los luchadores controlados por la IA hacen poco para cubrirse de los ataques) la breve duración del "Modo Historia" (se puede completar en menos de 30 minutos), su baja cifra de luchadores (sólo once), su baja calidad en gráficos y que, al igual que la película, mancha la obra original del anime de Akira Toriyama.